# 921 Jovita
A 921 Jovita (ideiglenes jelöléssel 1919 FV) a Naprendszer kisbolygóövében található aszteroida. Karl Wilhelm Reinmuth fedezte fel 1919. szeptember 4-én, Heidelbergben.